# Гурьев, Иван Кузьмич
Иван Кузьмич Гурьев (9 июля 1933 года, село Новотроицк, Ирбейский район, Красноярский край — 9 марта 2008 года, Холмск, Сахалинская область) — капитан рыболовного сейнера «Ольхон» Управления сейнерного флота, Холмск Сахалинской области. Герой Социалистического Труда (1963).

## Биография
Родился в 1933 году в крестьянской семье в селе Новотроицк Ирбейского района Красноярского края. С 1950 года проживал в Сахалинской области. В 1954 году окончил Углегорскую мореходную школу по специальности по специальности «штурман малого плавания судов рыболовного плавания». Трудился матросом, рабочим сейнерной базы, старшим помощником капитана (1954—1958). С 1958 года — капитан рыболовного сейнера «Ольхон» Управления сейнерного флота.
В 1958 году экипаж «Ольхона» сдал 18 тысяч центнеров рыбы и в 1961 году — 26 тысяч центнеров. Указом Президиума Верховного Совета СССР от 13 апреля 1963 года «за выдающиеся успехи в достижении высоких показателей добычи рыбы и производства рыбной продукции» удостоен звания Героя Социалистического Труда с вручением ордена Ленина и золотой медали Серп и Молот.
С февраля 1959 года проживал в Холмске.
В 1965 году окончил Невельское мореходное училище Минрыбхоза СССР. С 1969 года — заместитель начальника Управления сейнерного флота (позднее — Холмское управление морского рыболовного и зверобойного флота), девиатор, начальник электрорадионавигационной камеры Невельского морского флота. С 1977 года — заместитель главного инженера по технике безопасности, начальник отдела по охране труда и технике безопасности Холмской базы производственно-транспортного флота.
Дважды избирался депутатом Сахалинского областного Совета народных депутатов (1962, 1966), членом Сахалинского обкома ВЛКСМ, делегатом XIV съезда ВЛКСМ (1962).
После выхода на пенсию проживал в Холмске.
Скончался в марте 2008 года.